# Wonastow

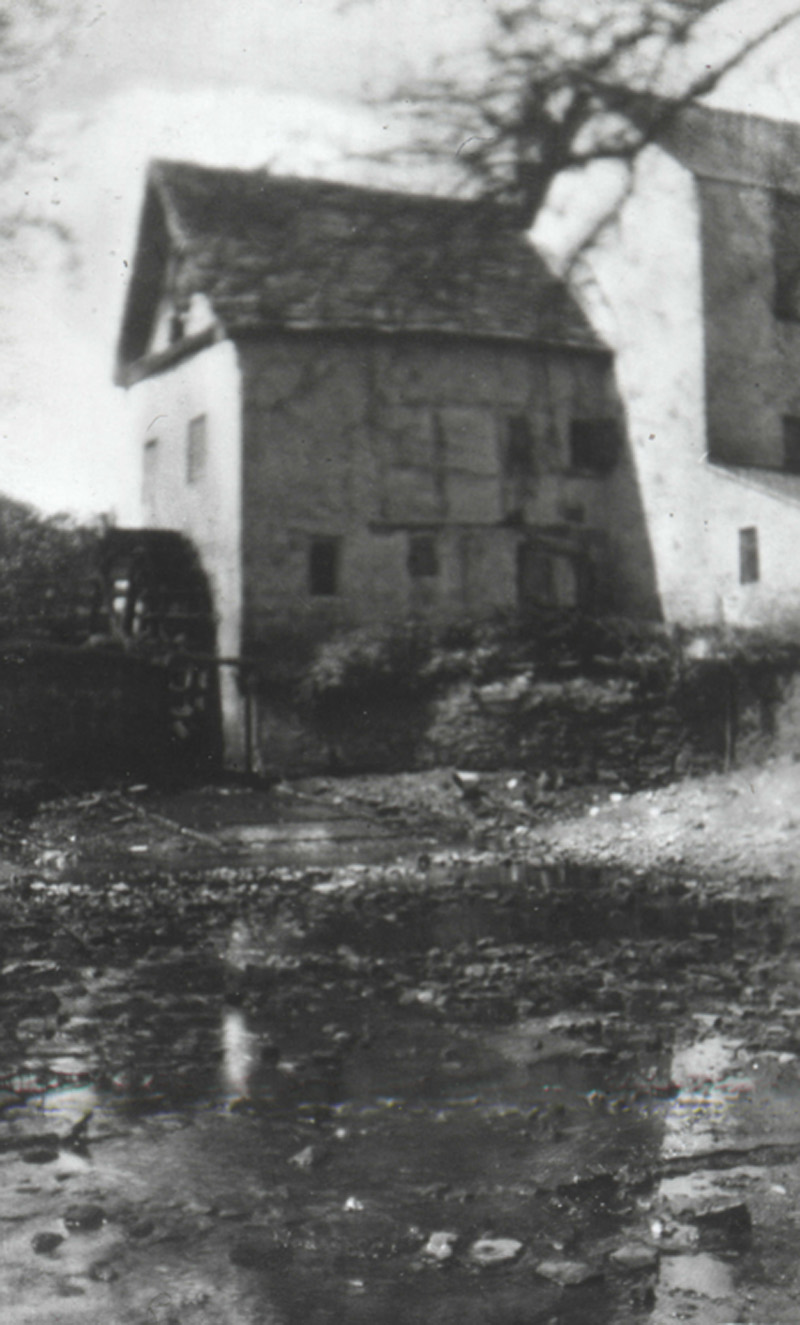
Wonastow Mill avec la roue

Wonastow (en gallois : Llanwarw) est un village du Monmouthshire, au sud-est du Pays de Galles. Il est situé environ 3 km au sud-ouest de Monmouth.

## Histoire et aménagements
Wonastow possède une église du XIIe siècle dédiée à Saint Wonnow ou Saint Winwaloe, qui aurait été construite sur un site religieux plus ancien datant du VIIe siècle.
La zone industrielle de Wonastow Road à Monmouth jouxte la route entre Wonastow et Monmouth. Au 16e siècle, la famille Harberte tenait la cour de Wonastow, parmi laquelle plusieurs hauts shérifs du Monmouthshire. Au XVIIe siècle, l'éminente famille Milbourne avait son siège ici, parmi lesquels des hommes tels que Henry Milbourne (en), l'un des magistrats les plus importants du nord du Monmouthshire de son époque, et son neveu, William Milborne (en) (1633-1660), député,.
Entre 1927 et 1960, le village était desservi par la Gare de Treowen Halt.